# نیو مونماوث (نیوجرسی)
نیو مونماوث (به انگلیسی: New Monmouth) یک منطقهٔ مسکونی در ایالات متحده آمریکا است که در میدلتاون، نیوجرسی واقع شده‌است. نیو مونماوث ۲۸٬۰۳۰ نفر جمعیت دارد و ۱۰٫۹۷ متر بالاتر از سطح دریا واقع شده‌است.